# Mycomya gimmerthali
Mycomya gimmerthali är en tvåvingeart som först beskrevs av Landrock 1925.  Mycomya gimmerthali ingår i släktet Mycomya och familjen svampmyggor. Inga underarter finns listade i Catalogue of Life.